# Knapič
Knapič je priimek v Sloveniji, ki ga je po podatkih Statističnega urada Republike Slovenije na dan 1. januarja 2010 uporabljalo 115 oseb.

## Znani nosilci priimka
- Baltazar Knapič (1848—1914), kemik
- Janko Knapič (1862—1929), nadučitelj
- Rudolf Friderik Knapič (1890—1963), prevajalec, germanist, univerzitetni profesor v Lizboni
- Dragomir Janko Knapič (1925—2006), geograf, univerzitetni profesor v Lizboni
- Cvetka Knapič Krhen (1930—2016), hrvaška zgodovinarka slovenskega rodu